# Garudinodes albiceps
Garudinodes albiceps là một loài bướm đêm thuộc phân họ Arctiinae, họ Erebidae.